# The Landlord
 The Landford  és una pel·lícula estatunidenca dirigida per Hal Ashby, estrenada el 1970.

## Argument
Elgar és un jove ric i avorrit que compra un edifici d'apartaments en un barri humil. Planeja desallotjar els llogaters i renovar l'edifici però, sorprenentment, abandona la casa on viu i decideix mudar-se a l'edifici que acaba de comprar.

## Repartiment
- Beau Bridges: Elgar Winthrop Julius Enders
- Lee Grant: Joyce Enders
- Diana Sands: Francine MarieJohnson
- Pearl Bailey: Marge, la llogater
- Walter Brooke: William Enders Sr.
- Louis Gossett Jr.: Copee Johnson
- Robert Klein: Peter Coots
- Hector Elizondo: Hector
- Trish Van Devere: Sally

## Premis i nominacions
Premis
- Oscar a la millor actriu secundària per Lee Grant

Nominacions
- Globus d'Or a la millor actriu secundària per Lee Grant